# Black Sugar
Black Sugar es una banda de rock latino, jazz rock y soul formada el año 1970 en Perú. Es considerada como una de bandas pioneras en Latinoamérica en fusionar el funk con el rock y ritmos latinos. Estaba integrada por destacados músicos peruanos de jazz y ritmos latinos durante la época de la dictadura militar en el Perú. Publicaron dos LP y discos de 45 RPM que años más tarde serían reeditados por distintas disqueras del mundo.

## Historia
En 1969 "Coco" Salazar y Miguel "Chino" Figueroa formaron una banda bajo el nombre de Los Far Fen, porque el grupo tenía un órgano Farfisa y amplificadores Fender como su único equipo de amplificación electrónica.
Con el nombre de Far Fen grabaron 3 discos de 45 RPM con seis temas: canciones pop, composiciones originales y baladas. Estos temas, muestran los arreglos de "Coco" Salazar y el órgano y solos de teclado de "Chino " Figueroa; también determinó la futura dirección musical del grupo y su capacidad para el Latin Funk.
En 1970 el grupo recibió el nombre de Black Sugar por Jaime Delgado Aparicio, quien en ese momento era el director artístico de Sono Radio.
Delgado Aparicio, reconociendo el talento de los jóvenes músicos, le dio al grupo la oportunidad de grabar un disco de larga duración en 1971 con la disquera Sono Radio titulado Black Sugar. Composiciones originales como "Too Late ", "Viajecito" y "The Looser" hicieron de este disco un éxito inmediato.
En 1974 la banda grabó un segundo LP titulado Black Sugar II el cual cuenta con más composiciones originales que el primero, también muestra el resultado de la madurez musical. Temas como: "Fuego", "Checan", "All your love", el arreglo a Stevie Wonder del tema "Don't you worry 'bout a thing", hacen de este disco una buena pieza del rock peruano de la década de los 70.
En 1975 la banda estaba constituida por nueve músicos, Víctor “Coco” Salazar (fundador, guitarrista, y arreglista). Miguel “Chino” Figueroa (teclados), Roberto Valdez (bajo), José Luis “Arrocito” Cruz (batería), Antonio Ginocchio (trompeta), Jorge Chávez (saxo alto), Coco Lagos (1.er. percusionista), Miguel Salazar (2.º percusionista) y Carlos “Pacho” Mejía (Vocalista y autor de la mayoría de las canciones). Ese año se presentaron en la Feria Internacional del Pacífico recibiendo muy buenas críticas.
Para 1976 el grupo tocó en el Coliseo Amauta con el grupo Barrabás (banda), la formación aumentó con dos instrumentos de viento: “Pacho” Saenz (trompeta) y Edward Brown (corno francés). Ingresó el bajista Oscar Stagnaro, pero también para esta época el grupo empezó a mostrar inclinación hacia el sonido disco y esto originó la salida del vocalista Carlos "Pacho" Mejía y Hermes Landa quien fuera su mánager desde inicios de la década.
En 1978 lanzaron Muévete, Muévete / La Camita 78 sus últimos sencillos en discos de vinil de 7 pulgadas por Corona Records.
En esa década pasaron también por la banda Carlos Espinoza (saxo), Lucho Gonzales (bajo), Oscar Stagnaro (bajo), Carlos Guerrero (voz), Andrés Dulude (voz).
La banda fue influenciada por grupos como Tower of Power, Blood, Sweat and Tears y Chicago con un sonido Latin Funk.
En 2011 la banda anuncia una serie de conciertos celebrando los 40 años del lanzamiento de su primer disco, para esta ocasión los integrantes originales Carlos “Pacho” Mejía y Antonio Ginnochio junto a Carlos Espinoza formarían junto a jóvenes músicos peruanos una nueva alineación de la banda.

## Actuales integrantes[5]
- Carlos Pacho Mejía (voz)
- Antonio Ginocchio (trompeta)
- Luis Calixto (trombón)
- Carlos Espinoza (saxofón)
- José Pablo Menajovsky (guitarra)
- Angel Rafaeli (teclados)
- Dario De La Cuba (bajo)
- Rubén Guzmán (batería)
- Marco Antonio Ginocchio (congas).

## Discografía

### Álbumes de estudio
- Black Sugar (Sono Radio, 1971)
- Black Sugar II (Sono Radio, 1974)

### Sencillos
- Viajecito / Too Late (Sono Radio, 1971)
- Baila / Sha La La (Motown Records, 1978)
- Muévete, Muévete / La Camita 78 (Corona Records, 1978)

### Recopilatorios
- Black Sugar (Lazarus Audio Products, 1997)
- Viajecito (1970-1972) (Nuevos Medios, 2001)